# Timothy J. Sexton
Timothy J. Sexton (né le 6 novembre 1959) est un scénariste américain.

## Filmographie
- 2000 : For Love or Country: The Arturo Sandoval Story, téléfilm
- 2001 : Boycott, téléfilm, adaptation
- 2002 : En direct de Bagdad (Live from Baghdad), téléfilm, adaptation
- 2006 : Walkout, téléfilm, adaptation
- 2006 : Les Fils de l'homme (Children of Men), adaptation
- 2012 : Ghost Recon: Alpha, court-métrage, scénariste
- 2013 : Libertador, scénariste
- 2014 : Cesar Chavez: An American Hero, scénariste
- 2014 : The Lottery, série télévisée (10 épisodes)
- 2015 : Chicago Police Department, série télévisée (3 épisodes)